# Flatinae
Sous-famille
Taxons de rang inférieur
- Flatini
- Nephesini
- Phantiini
- Phyllyphantini
- Selizini
- Siphantini

Les Flatinae sont une sous-famille d'insectes de l'ordre des Hémiptères, du sous-ordre des Auchenorrhyncha et de la famille des Flatidae.
Dans la sous-famille, le corps de l'adulte est aplati latéralement.

## Aperçu des genres
Acrophaea - 
Colgar - 
Colgaroides - 
Cromgar - 
Dascanga - 
Demina - 
Erotana - 
Garanta - 
Ijagar - 
Mimophantia - 
Neocromna - 
Neodaksha - 
Neosephena - 
Papuanella - 
Paradaksha - 
Paratella - 
Poekilloptera - 
Sephena - 
Shadaka - 
Siphanta - 
Talopsus - 
Taparella - 
Trisephena - 
Utakwana